# Zygmunt Galasiewicz
Zygmunt Maciej Galasiewicz  (ur. 24 lutego 1926 w Łucku, zm. 30 października 2016 we Wrocławiu) – polski fizyk.

## Życiorys
Studiował na Uniwersytecie Wrocławskim, uzyskując stopień magistra (1950) i doktora (1956) na podstawie rozprawy „O metodzie kwazicząstek”, a 1961 habilitował się, zaś w 1964 uzyskał tytuł profesora. Zawodowo związany z Instytutem Fizyki Teoretycznej Uniwersytetu Wrocławskiego, którego w latach 1984–91 był dyrektorem. 
Specjalista w dziedzinie teorii fazy skondensowanej, zwłaszcza cieczy kwantowych. W 1983 r. wyróżniony wraz z Jerzym Czerwonką Nagrodą Polskiej Akademii Nauk im. Marii Skłodowskiej-Curie. Odznaczony Krzyżem Komandorskim i Krzyżem Oficerskim Orderu Odrodzenia Polski oraz Medalem Komisji Edukacji Narodowej. W 2016 otrzymał Złoty Medal Uniwersytetu Wrocławskiego. Pochowany na Cmentarzu św. Wawrzyńca we Wrocławiu.

## Ważniejsze publikacje
- Zygmunt Maciej Galasiewicz: Superconductivity and Quantum Fluids. Oxford: Pergamon Press, Państwowe Wydawnictwo Naukowe, 1970, s. vii+237, seria: International Series of Monographs in Natural Philosophy. ISBN 978-0-08-013089-7. LCCN 73-103002. [dostęp 2023-08-05]. (ang.).

- Zygmunt Maciej Galasiewicz: Helium 4. Oxford: Pergamon Press, 1971, s. 338, seria: The Commonwealth and International Library: Selected Readings in Physics. DOI: 10.1016/C2013-0-05575-2. ISBN 978-0-08-015816-7. [dostęp 2023-08-05]. (ang.).

- Zygmunt Maciej Galasiewicz. On the State of the Fermi-system with correlations of pairs of particles with parallel spins. „Acta Physica Polonica”. 19, s. 467-476, 1960. Państwowe Wydawnictwo Naukowe. [dostęp 2023-08-05]. (ang.).

- Charles P. Enz, Zygmunt Maciej Galasiewicz. High Superconducting Tc from Strong Coupling to Charged Local Boson. „Solid State Communications”. 66 (1), s. 49-50, 1988. DOI: 10.1016/0038-1098(88)90489-9. ISSN 0038-1098. [dostęp 2023-08-05]. (ang.).

- Charles P. Enz, Zygmunt Maciej Galasiewicz. The Tc–nS Relation for Weakly Interacting Charged Bose Fluids. „Physica C: Superconductivity”. C214 (3-4), s. 239-246, 1993. DOI: 10.1016/0921-4534(93)90821-7. ISSN 0921-4534. [dostęp 2023-08-05]. (ang.).